# West London Synagogue
Ne doit pas être confondu avec New West End Synagogue.
La West London Synagogue of British Jews, en abrégé WLS,  (hébreu : ק"ק שער ציון, Kahal Kadosh Sha'ar Tziyon,  Sainte Congrégation des portes de Sion),  est un lieu de culte juif réformé situé à Upper Berkeley Street, dans le quartier de West End du centre de Londres. La congrégation est créée le 15 avril 1840. C'est une des plus anciennes synagogues du Royaume-Uni, construite en 1870 

## Histoire
Le 15 avril 1840, 24 membres de la synagogue de Bevis Marks (séfarade) et de la Grande synagogue  de Londres,(ashkénaze) décident de former un groupe de prière qui ne soit pas juif allemand ou portugais mais britannique. Les familles Mocattas et les Goldsmids se disputaient avec les responsables de leur synagogue orthodoxe et se plaignaient du manque de décorum depuis des années. En mars 1841, le nouveau groupe de prière se réunit à Burton Street et embauche le révérend David Woolf Marks. La congrégation adopte une nouvelle approche centrée sur la Bible et rejetant largement l'autorité de la Torah orale (le Talmud). Ils abolissent le deuxième jour des fêtes et diverses prières fondées sur la tradition rabbinique. Cette approche moderne du judaïsme est qualifiée par ses détracteurs orthodoxes de néo-karaïsme. 
Le 27 janvier 1842, la synagogue est consacrée dans son premier bâtiment, à Burton Street Chapel. En 1848, il est trop petit pour accueillir la congrégation. Un nouvel emplacement est trouvé dans Margaret Street, près de Cavendish Square, au coût de 5 000 £. Il est dédié le 25 janvier 1849. En 1867, un nouvel emplacement est de nouveau nécessaire. 
Le bâtiment actuel de la synagogue d'Upper Berkeley Street est inauguré le 22 septembre 1870. Il peut alors accueillir plus de 1 000 fidèles.  Il est de style architectural néo-byzantin, dessiné par les architectes Davis & Emmanuel. Ses locaux contiennent des bureaux, une bibliothèque et divers équipements collectifs. La bimah et l'arche sont construites en 1869-1870 par Davis & Emmanuel. L'orgue, rénové en 2007, dispose de 55 arrêts sur quatre manuels et pédale. Le bâtiment est classé au Grade II des monuments historiques du Royaume-Uni.  
En 1895, le rabbin Marks est remplacé par le rabbin Morris Joseph, qui rapproche la liturgie de la communauté de celle de la réforme continentale. Il retire les vœux pour la restauration des sacrifices à Jérusalem. Au cours des années 1920, les femmes s'assoient à côté des hommes durant les offices. Un chœur et un orgue, situés derrière un écran à l'arrière de la bimah, accompagnent la congrégation dans toutes les parties musicales du service à l'exception de l'alenou et du kaddish. Les fidèles masculins doivent porter une kippa ; les femmes peuvent en porter un si elles le souhaitent. 
En 1929, le rabbin Harold F. Reinhart, diplômé du Hebrew Union College est nommé à la synagogue. La synagogue adhère à l'Union mondiale pour le judaïsme progressiste, fondée à Londres en 1926. En 1942, la synagogue est un membre fondateur des Associated British Synagogues, l'Association des synagogues britanniques, renommé Mouvement for Reform Judaism en 2005. En 1957, le rabbin Reinhart créé la synagogue de Westminster. Il est remplacé par le rabbin Werner van der Zyl, rabbin senior de 1958 à 1968. Le rabbin Hugo Gryn lui succède en 1968, jusqu'à sa mort en 1996. La rabbin Julia, baronne de Neuberger devient rabbin senior en 2011. L'équipe rabbinique actuelle comprend également la rabbin Helen Freeman, le rabbin David Mitchell, le rabbin Neil Janes  et le rabbin Sybil Sheridan, ,.